# CASMU Sanatorio Dr. Carlos María Fosalba
Das CASMU Sanatorio Dr. Carlos María Fosalba ist ein Bauwerk in der uruguayischen Landeshauptstadt Montevideo.
Das infolge eines 1949 zu seiner Errichtung durchgeführten Wettbewerbs erbaute Gebäude befindet sich im Barrio Cordón an der Calle Colonia 1936–1942, Ecke Arenal Grande. Als Architekten zeichneten A. Altamirano, F. Villegas und J. Mieres verantwortlich. Im Inneren des Gebäudes, in dem das Sanatorium 1 des CASMU (Centro Asistencial del Sindicato Médico del Uruguay) untergebracht ist, findet sich ein Wandgemälde von Augusto Torres, das seit 1998 als Monumento Histórico Nacional klassifiziert ist.